# Projetos de marketing do Sport Club Corinthians Paulista
O Corinthians, desde o final de 2007, possui uma série de projetos na área de marketing:

## Camisas Comemorativas
- 2009 Fenomenal: Para comemorar a contratação de Ronaldo Fenômeno pelo Timão para a temporada de 2009, o clube criou uma camisa com o tema: "2009 Fenomenal".

- Camisas Retrô: Com o objetivo de homenagear o passado o Corinthians lançou camisas comemorativas e replicas das grandes décadas, a camisa 7 do Marcelinho Carioca e a da Democracia Corintiana (1982/1983).

- Camisa Roxa: Com a ideia de homenagear a torcida, o clube criou um terceiro uniforme na cor roxa, dizendo que o "corinthiano é o unico torcedor roxo". Até maio de 2007, o time já havia vendido 200 mil peças da camisa roxa [1].

- Eu Voltei: Para comemorar a volta a série A do Corinthians, o clube lançou uma linha de produtos, inspirados na música de Roberto Carlos, O Portão. Os produtos vão desde camisas comemorativas e livro com imagens e depoimentos da torcida e jogadores.

- Não Para, Não Para, Não Para: Inspirada no canto que surgiu durante a campanha da Copa do Brasil, é mais uma ação que evidencia a sintonia entre o Corinthians e sua torcida.

- Nunca vou te abandonar: Inspirado no grito da torcida nos últimos jogos do Campeonato Brasileiro de 2007, o clube criou um kit de produtos com os dizeres "Eu nunca vou te abandonar por que eu te amo. Eu sou...Corinthians", composto de uma camisa, pulseira e adesivo. O projeto vendeu mil kits em apenas 6 horas [2].

- O Timão tem a sua cara: Um modelo da camisa que contará com o rosto de torcedores na última partida da equipe na Série B do Campeonato Brasileiro. O interessado em colocar uma foto na camisa terá de pagar R$ 1 mil e serão disponibilizados espaços para 400 rostos.

- Sou Mano do Mano: O novo produto segue a linha dos produtos com a marca “Eu Nunca Vou Te Abandonar”, e apresenta camisas com a imagem de Mano Menezes. Além de ser uma nova forma de conseguir arrecadar fundos, é uma forma de firmar um compromisso com o futuro da equipe.

## Outros produtos
- Agência Corinthians: agência de imprensa do clube responsável pela área de notícias, como intermediária entre o clube e a imprensa e os torcedores.

- Alô Timão: O torcedor poderá saber via celular, tudo o que está acontecendo dentro do Corinthians. São ao todo seis serviços oferecidos através do celular: News, Walpapers, Vídeo, Ringtones, Portal de Voz e Quiz.

- Amigo Fiel: São mais de 20 tipos de bichos diferentes com o uniforme do Timão e diversas opções de personalização: perfumes, sons, acessórios como óculos, sapatos, etc.

- Cartão Corinthians Bradesco VISA: Em parceria com o Banco Bradesco, o clube criou uma linha de cartões bancários com descontos nas lojas do clube e no projeto "Fiel Torcedor".

- Certidão de Nascimento: Em parceria com a empresa Friends Forever, o clube lançou uma certidão de nascimento para os mais novos corintianos, onde consta desde o preço do café até a novela que fazia sucesso na época, além de contar um pouco da história do Corinthians e os títulos conquistados.

- FIEL - O filme: é um documentário longa-metragem realizado pela equipe composta pela Andrea Pasquini (diretora), Marcelo Rubens Paiva (roteirista) e Serginho Groisman (roteirista), ambos corintianos, .  Focado nos anos de 2007 e 2008, o filme acompanha o time e sua torcida em seu momento mais difícil, mas também de maior união, com imagens e depoimentos inéditos de torcedores e jogadores. No site do flme, o torcedor poderá deixar seus depoimentos e videos.

- Fiel torcedor: visa atrair sócios para o clube no modelo "sócio-torcedor": as pessoas que se inscrevem pagando um determinado valor têm diversos privilégios na compra de ingressos para partidas de futebol, produtos em lojas oficiais, etc.

- Fórmula Superleague: Uma união do futebol e automobilismo, o Corinthians conseguiu a sua participação na competição para ampliar a imagem do clube pelo mundo.

- Lotérica Timão: O corintiano pode ajudar o time de coração e ainda torcer para ficar milionário. No site www.lotericatimao.com.br, o torcedor pode optar pela Mega-Sena, LotoFácil, Lotomania, Timemania, Loteca, Quina, LotoGol e DuplaSena.

- Louco Por Ti Corinthians: rede social, aos moldes do Orkut, exclusiva para torcedores do clube. Criada em janeiro de 2008, atualmente é uma das maiores comunidades do Corinthians na internet.

- PC Timão: Uma linha de computadores voltada exclusivamente para a Fiel Torcida e criada em parceria com a PC Legal e com a Crédito Baú. Será inaugurada em breve uma sala no Parque São Jorge exclusiva para a inclusão digital de comunidades carentes.

- Tênis Nike Corinthians: Nova linha de calçados com a marca do Corinthians.

- Timão TV: canal de televisão on-line cuja programação se concentra nas atividades do clube.

- Timão Tur: Agência de turismo oficial do Corinthians, criada pelo departamento de marketing do clube.